# Elephantomyia (Elephantomyia) grahami
Elephantomyia (Elephantomyia) grahami is een tweevleugelige uit de familie steltmuggen (Limoniidae). De soort komt voor in het Afrotropisch gebied.